# Доэрти (округ)
До́эрти (англ. Dougherty County) — округ штата Джорджия, США. Население округа на 2000 год составляло 96065 человек. Административный центр округа — город Олбани.

## История
Округ Доэрти основан в 1853 году.

## География
Округ занимает площадь 854,7 км².

## Демография
Согласно Бюро переписи населения США, в округе Доэрти в 2000 году проживало 96065 человек. Плотность населения составляла 112,4 человек на км².